# Славяне в Греции
Македо́нцы, или македо́нские славя́не (греч. Σλαβόφωνοι της ελληνικής Μακεδονίας, макед. Македонци во Грција) — славяноязычная народность в Греции. Представители данной общности с размытым этническим сознанием проживают в основном на севере современной Греции, в области Македония, и подвергаются сильной ассимиляции греками. Со второй половины XX века для македонских славян свойственно славяно-греческое двуязычие.
Исповедуют православие и ислам. Часть, исповедующую ислам, называют помаками (греч. Πομάκοι).

## Описание
История и культура македонских славян близка македонцам, которые представляют собой южнославянский народ. Общая численность неассимилированных коренных славян в Греции по оценке на 2008 год — от 30 до 50 тыс. человек.
Последняя официальная греческая перепись, регистрировавшая родной язык населения, была проведена ещё в 1951 году и учла тогда 41 017 славяноязычных граждан. С 1951 года статистика по языку и национальности греческим государством не ведётся.

## История
Обширная географическая область Македония в древности была заселена древнемакедонскими, иллирийскими и фракийскими племенами, которые ещё во времена ранней античности подверглись эллинизации или, как в случае с македонянами, были близко родственны грекам (Древняя Македония), а затем в качестве провинции Македонии романизации в составе Римской империи. Численность населения этого региона резко упала после распада империи. Миграция славян на Балканы привела к возникновению в конце VI — начале VII веков славянских поселений у дунайской границы Византийской империи, вторжениям славян в пределы диоцеза Македония и образованию там склавиний — раннефеодальных объединений славян, среди которых наиболее крупными были племенной союз «Семь родов» (70-е годы VII в.) и Берзития (конец VIII в.). По сообщению Прокопия Кесарийского, начало набегов и военных походов славян на Византию датируется 527 г.
Набеги южнославянских племён сопровождались массовым захватом населения диоцеза и выводом пленных в качестве рабов в склавинии, интенсивные ответные действия предпринимались при императорах Тиберии II и Маврикии, причём в военные действия был вовлечён и Аварский каганат. Отношения трёх сторон отличались крайней нестабильностью: если в 578—579 г. Тиберий предпринял с каганом Баяном совместный поход против славян, совершивших опустошительный набег на земли Византии, то уже в 582 году авары блокировали византийский Сирмий, что вызвало опустошительное вторжение славян в Мисию и Фракию вплоть до Константинополя, а при Маврикии славяне совместно с аварами осаждали Фессалоники (Солунь); в «Стратегиконе» императора Маврикия славяне фигурируют как лютые враги империи. Результатом стало взятие Сирмия аварами и падение дунайского рубежа обороны империи, ситуацию усугубил поход аваров против славян-антов, что привело к массовому переходу славян на византийские земли к югу от Дуная.
Другим фактором стало основание булгарами под водительством хана Аспаруха на территории Мисии Болгарского царства, в состав которого вошли как захваченные приморские византийские города, так и территории Малой Скифии (Добруджи) и Мисии со славянскими поселениями, при этом Аспарух переселил племя северов на южную окраину царства, граничащую с империей.
В VIII—IX вв. напор славян был настолько мощным, что их присутствие ощущалось даже на Пелопоннесе.
В IX веке славяне составляют значительную часть жителей Фессалоники, где развивается особый диалект южнославянского языка, легший в основу старославянского (древнеболгарского) языка. Около 863 года братья Константин (Кирилл) Философ и Мефодий из Салоник по приказу византийского императора Михаила III создали на основе греческого алфавита кириллицу, распространившуюся вместе с богослужебными книгами в славянских странах византийского круга. Во второй половине IX века территория Македонии была завоёвана войсками Первого Болгарского царства. Под властью Византии остались лишь Салоники с округой. В 1018 году Болгарское царство пало, его территория, включая Македонию, вновь вошла в состав Византийской империи.

## Современность
Греция присоединила современные северные греческие области — Эгейскую Македонию в ходе Первой Балканской войны 1912—1913 гг., а затем расширила подконтрольные территории в ходе Второй Балканской войны 1913 г., в которой коалиция в составе Сербии, Черногории, Греции, а затем и Румынии и Турции противостояла Болгарии. Западная Фракия также перешла под контроль Греции.
Согласно статистическим данным К. Герсин (австриец), по состоянию на 1903 г. общая численность населения освобожденных территорий составляла около 2 млн человек со следующим этническим составом:
- славянские болгары, часть которых позже стала считать себя македонцами — 832 063
- турки, исламизированные греки, албанцы, помаки, цыгане и др. мусульмане и евреи—  627 915
- греки —  538 702

После Первой мировой войны в рамках Нейского договора 1919 г. Греция и Болгария подписали соглашение об «обмене» населением, в результате которого из Болгарии в Грецию переселялось греческое население, а из Греции в Болгарию — болгарское. Численность переселённых в Болгарию по различным оценкам составила 52-92 тыс. чел. из 120 тыс. на 1913 г.
Другим фактором, повлиявшим на этнический состав провинции Македония, стало переселение греческого населения из Малой Азии после второй греко-турецкой войны 1919—1922 г. в Грецию; численность переселенцев составила около полутора миллионов человек, и часть переселенцев осела в освобожденной греческой провинции Македония.
В результате доля славян в населении северной Греции существенно упала, и их численность, зафиксированная переписями населения 1928 и 1940 гг., составила 82-85 тыс. человек. В начале XX века греческое правительство с целью изолировать местных славян предприняло попытки перевода их письменности на латиницу.

## Политическая организация
В 2002 г. славяне-македонцы Греции создали свою партию «Радуга» (макед. Вино́жито), которая участвовала в выборах, хотя существенных результатов и не добилась.